# Johann Karl Leonhard
Johann Karl Leonhard (geboren 10. April 1686 in Hannover; gestorben 8. Oktober 1777 ebenda) war ein deutscher Beamter und Kurfürstlich Braunschweig-Lüneburgischer Hof-Kämmerer. Durch seine persönliche Bekanntschaft mit dem Universalgelehrten Gottfried Wilhelm Leibniz konnte er nach dessen Tod die Ähnlichkeit der von dem hannoverschen Bildhauer Johann Gottfried Schmidt geschaffenen Leibniz-Büste testieren.

## Leben

### Familie
Leonhard war Sohn des – möglicherweise in der Hofkapelle tätigen – Spielmannes Johann Christoph Leonhard beziehungsweise Johann Christoph Lenhard (getauft 2. März 1657 in der Aegidienkirche von Hannover, gestorben nach 1720) und dessen am 20. April 1681 geehelichter Frau, der gebürtigen Hannoveranerin und Bürgerstochter Anna Margarethe Polmann (geboren um 1653).
Seine Schwester Maria Margarethe Leonhard heiratete am 29. März 1719 den Pauker im Garderegiment Johann Julius Langschmidt.
Er war zweimal verheiratet. In erster Ehe heiratete er – mittlerweile als Kammerschreiber tätig – am 24. Juli 1716 in der Schlosskirche Hannover Anna Elisabeth Behre (gestorben um 1748), mutmaßlich die Tochter des Kammerschreibers oder des Gografen Moritz Behre (gestorben 1700) und der Elisabeth, möglicherweise geborene Elisabeth Block. Aus der Ehe gingen 5 Kinder hervor, zwei Töchter und drei Söhne:
1. Anna Dorothea Leonhard (getauft 2. September 1717 in Hannover) ehelichte am 19. Oktober 1741 Johann Heinrich Appelius;[1]
2. Johann Carl Leonhard (getauft 1. März 1720 in Hannover; gestorben 25. April 1777 in Niedeck) wurde Amtmann zu Niedeck und heiratete 1751 in erster Ehe Louise Schaedtler (1725–1765); in zweiter Ehe 1772 Cecilie Schaedtler und wurde dadurch Vater der Schwestern Marianne Bürger und der Molly Bürger[1] beziehungsweise Dorothea (Dorette, 1756–1784) und Auguste (Molly, 1758–1786), der beiden ersten Ehefrauen des Dichters Gottfried August Bürger[3]
3. Gerhard Philipp Leonhard (getauft 29. März 1722)[1]
4. Christian Julius Leonhard (getauft 6. Juni 1723), immatrikuliert 1741; verschollen als Kapitän der Janitscharen[1]
5. Sophie Elisabeth Leonhard (getauft 22. März 1722), die am 19. November 1748 den Kammerschreiber Johann Friedrich Reibach heiratete.[1]

In zweiter Ehe heiratete er – unterdessen zum Kämmerer avanciert – am 3. Dezember 1748 in der Schlosskirche die Witwe des Amtsmannes Koch, Anna Elisabeth Ewaldt (getauft 5. Juni 1690 in Hannover; gestorben 14. April 1763 ebenda), Tochter des hannoverschen Bürgers und Kaufmannes Wilhelm Jobst Ewaldt (geboren um 1665 in Herford) und der aus der Calenberger Neustadt stammenden Margarethe Elisabeth Wellhausen.

### Werdegang
Johann Karl Leonhard wurde in der Residenzstadt des Herzogtums Braunschweig-Lüneburg geboren und arbeitete später im Dienst von Kurhannover während der Personalunion zwischen Großbritannien und Hannover. 1715 war er zunächst als Kammerschreiber tätig, bevor er 1719 als bestallter Kammerschreiber „bei der Hofstaat behuf denen Livrée- und Meublen-Sachen placiert“ arbeitete. Um 1722 war er zudem als Schlossverwalter des Leineschlosses tätig.
Nachdem er am 13. August 1729 seine Bestallung zum Kammerregistrator erhalten hatte, wirkte er 1738 als Kammersekretär und schließlich – nach Bestallung vom 5. März 1740 – als Kämmerer.